# アイルランドとスウェーデンの関係
アイルランドとスウェーデンの関係（アイルランド語: Caidreamh idir Éirinn agus an tSualainn, 英語: Ireland–Sweden relations, スウェーデン語: Relationer mellan Sverige och Irland）では、アイルランドとスウェーデンとの間の外交関係について述べる。アイルランドはストックホルムに、スウェーデンはダブリンに大使館を設置している。両国は、欧州評議会および欧州連合の加盟国である。

## 歴史
スカンジナビアのヴァイキングは、西暦800年の少し前からアイルランドに対する襲撃を開始し、2世紀が経過した1014年、ブライアン・ボルがクロンターフの戦いで彼らを破るまで続いた。アイルランドにおける最古のヴァイキングの襲来の記録は、795年にダブリンの沖合のランベイ島にある教会が襲撃され、焼かれた時の物である。2009年6月26日、数日後に欧州連合議長国の就任を控えたスウェーデンの議会のパー・ヴェステルベリ議長がダブリンを訪れた。2009年7月17日、スウェーデン貿易協会は、ダブリンの事務所を閉じ、アイルランドで行っていた業務をイギリスの事務所に移転する事を表明した。スウェーデンには、2,982人のアイルランド人が、アイルランドには、1,713人のスウェーデン人が在住している。